# Videografia dei Pink Floyd
Questa pagina contiene la videografia approfondita del gruppo musicale britannico Pink Floyd.

## Album video
| Anno                                                                                               | Titolo | Classifiche | Classifiche | Classifiche | Classifiche | Classifiche | Classifiche | Classifiche | Classifiche | Classifiche | Classifiche | Classifiche | Classifiche | Certificazioni |
| Anno                                                                                               | Titolo | UK          | AUS         | AUT         | FIN         | FRA         | GER         | IRL         | ITA         | NLD         | NZ          | SWI         | US          | Certificazioni |
| -------------------------------------------------------------------------------------------------- | --- | ----------- | ----------- | ----------- | ----------- | ----------- | ----------- | ----------- | ----------- | ----------- | ----------- | ----------- | ----------- | --- |
| 1972                                                                                               | Pink Floyd: Live at Pompeii - Pubblicazione: settembre 1972 - Etichetta: Universal - Formati: VHS, Laserdisc, DVD                                          | 2           | —           | —           | —           | —           | —           | —           | 2           | 4           | —           | —           | 3           | - CAN: Oro - UK: Platino (3) - US: Platino (2) |
| 1982                                                                                               | Pink Floyd The Wall - Pubblicazione: agosto 1982 - Etichetta: MGM - Formati: VHS, Laserdisc, DVD                                                           | —           | —           | —           | —           | —           | —           | —           | 5           | 2           | —           | 2           | 4           | - AUS: Platino (11) - FRA: Platino (2) - GER: Platino (2) - UK: Platino (5) - US: Platino                                                                                     |
| 1989                                                                                               | Delicate Sound of Thunder - Pubblicazione: settembre 1989 - Etichetta: CBS - Formati: VHS, Laserdisc                                                       | —           | —           | —           | —           | —           | —           | —           | —           | —           | —           | —           | —           | - CAN: Platino (2) - UK: Argento - US: Platino (2) |
| 1992                                                                                               | La Carrera Panamericana - Pubblicazione: giugno 1992 - Etichetta: SMV - Formati: VHS, Laserdisc                                                            | —           | —           | —           | —           | —           | —           | —           | —           | —           | —           | —           | —           | |
| 1995                                                                                               | Pulse - Pubblicazione: giugno 1995 - Etichetta: SMV - Formati: VHS, Laserdisc, 2 DVD                                                                       | 1           | 1           | 1           | 1           | 1           | 1           | 1           | 1           | 1           | 1           | 5           | 1           | - AUS: Platino (14) - AUT: Platino - CAN: Platino (2) - FIN: Platino - FRA: Diamante - GER: Oro (7) - NZ: Platino (12) - SWI: Platino (3) - UK: Platino (5) - US: Platino (8) |
| 1995                                                                                               | London '66-'67 - Pubblicazione: settembre 1995 - Etichetta: Snapper - Formati: VHS, Laserdisc, DVD                                                         | 1           | —           | —           | —           | —           | —           | —           | 6           | —           | —           | —           | —           | - CAN: Platino |
| 2003                                                                                               | The Pink Floyd and Syd Barrett Story - Pubblicazione: marzo 2003 - Etichetta: Universal - Formati: DVD                                                     | —           | —           | —           | —           | —           | —           | —           | 12          | —           | —           | —           | —           | - CAN: Oro - UK: Platino |
| 2003                                                                                               | Classic Albums: Pink Floyd - The Making of The Dark Side of the Moon - Pubblicazione: agosto 2003 - Etichetta: Eagle Rock Entertainment - Formati: DVD, BD | —           | —           | —           | —           | —           | —           | —           | 6           | 7           | —           | —           | —           | - AUS: Platino (4) - CAN: Platino (5) - GER: Oro - NZ: Platino - UK: Oro - US: Platino (3)                                                                                    |
| 2012                                                                                               | The Story of Wish You Were Here - Pubblicazione: giugno 2012 - Etichetta: Eagle Rock Entertainment - Formati: DVD, BD                                      | —           | —           | —           | —           | —           | —           | —           | 11          | 5           | —           | 5           | —           | - AUS: Oro |
| "—" indica una pubblicazione che non si è classificata o che non è stata pubblicata in quel Paese. | |             |             |             |             |             |             |             |             |             |             |             |             | |

## Video musicali
| Anno | Titolo                           | Regista          |
| ---- | -------------------------------- | ---------------- |
| 1967 | Arnold Layne                     | Derek Nice       |
| 1967 | See Emily Play                   |                  |
| 1967 | Apples and Oranges               |                  |
| 1967 | Paint Box                        |                  |
| 1968 | Point Me at the Sky              |                  |
| 1971 | One of These Days                | Ian Emes         |
| 1973 | Money                            |                  |
| 1973 | Brain Damage                     |                  |
| 1975 | Welcome to the Machine           | Gerald Scarfe    |
| 1979 | Another Brick in the Wall Part 2 | Gerald Scarfe    |
| 1982 | Hey You                          | Gerald Scarfe    |
| 1983 | The Gunner's Dream               | Willie Christie  |
| 1983 | The Final Cut                    | Willie Christie  |
| 1983 | Not Now John                     | Willie Christie  |
| 1983 | The Fletcher Memorial Home       | Willie Christie  |
| 1987 | Learning to Fly                  | Storm Thorgerson |
| 1987 | The Dogs of War                  | Storm Thorgerson |
| 1987 | On the Turning Away              | Lawrence Jordan  |
| 1988 | One Slip                         | Lawrence Jordan  |
| 1994 | High Hopes                       | Storm Thorgerson |
| 1994 | Take It Back                     | Marc Brickman    |
| 2014 | Louder Than Words                | Aubrey Powell    |
| 2014 | Surfacing                        | Aubrey Powell    |